# Hantsavitjy rajon
Hantsavitski Rajon (belarusiska: Ганцавіцкі Раён, ryska: Ганковичский район) är ett distrikt i Belarus.   Det ligger i voblasten Brests voblast, i den centrala delen av landet, 150 km sydväst om huvudstaden Minsk.